# Cymbidium nujiangense
Cymbidium nujiangense är en orkidéart som beskrevs av X.P.Zhou, S.P.Lei och Zhong Jian Liu. Cymbidium nujiangense ingår i släktet Cymbidium, och familjen orkidéer. Inga underarter finns listade i Catalogue of Life.